# Elwood Reid
Brian Elwood Reid, noto come Elwood Reid (Cleveland, 19 dicembre 1966), è uno scrittore, sceneggiatore e produttore televisivo statunitense.

## Biografia
Nato e cresciuto a Cleveland, Ohio, maggiore dei tre figli di Thomas Reid, insegnante, e Charlotte Reid, segretaria. Reid ha ottenuto una borsa di studio per giocare a football americano presso l'Università del Michigan, dopo aver finito il liceo a metà degli anni Ottanta.
Dopo due anni come un guardalinee offensivo della squadra, Reid si è rotto più dischi nella colonna vertebrale, ponendo fine alla sua carriera sportiva. Reid ha terminato gli studi ottenendo un Bachelor of Arts e un Master of Fine Arts presso l'Università del Michigan.
Dopo il matrimonio con la collega scrittrice Nina Reid e la nascita della loro figlia Sophia, Reid si trasferisce a Obernburg, New York, nel 1997.
Nel 1996 ha presentato una prima versione del suo racconto What Salmon Know al concorso di narrativa annuale della rivista trimestrale Gentleman. Non ha vinto, ma è stato inserito tra i cinque finalisti, e suo racconto è stato pubblicato sul numero di febbraio 1997 della rivista. Nel 1998 Reid pubblica il suo primo romanzo semi-autobiografico intitolato If I Don't Six. Successivamente pubblica altri due romanzi; Midnight Sun e D.B.
Nel 2002 inizia l'attività di sceneggiatore televisivo, lavora per le serie televisive Blind Justice, Close to Home - Giustizia ad ogni costo, Undercovers, Cold Case - Delitti irrisolti e Hawaii Five-0, di cui è anche produttore.
Nel 2013 crea assieme a Meredith Stiehm The Bridge, adattamento statunitense della serie televisiva danese/svedese The Bridge - La serie originale. La serie con protagonisti Diane Kruger e Demián Bichir è stata prodotta per un totale di due stagioni.

## Filmografia

### Produttore
- Company Town, regia di Thomas Carter – episodio pilota (2006) – produttore esecutivo
- Close to Home - Giustizia ad ogni costo (Close to Home) – serie TV, 13 episodi (2006-2007)
- Cold Case - Delitti irrisolti (Cold Case) – serie TV, 45 episodi (2008-2010)
- Undercovers – serie TV, 12 episodi (2010-2012)
- Hawaii Five-0 – serie TV, 16 episodi (2011-2012) – produttore esecutivo
- The Bridge – serie TV, 26 episodi (2013-2014) – produttore esecutivo
- The Chi – serie TV, 10 episodi (2018) – produttore esecutivo
- Pronti a tutto (Barkskins) – miniserie TV, 8 puntate (2020) – produttore esecutivo
- Big Sky – serie TV, 38 episodi (2021-2023) – produttore esecutivo

### Sceneggiatore
- The Pennsylvania Miners' Story, regia di David Frankel – film TV (2002)
- Blind Justice – serie TV, episodio 1x04 (2005)
- Laboratorio mortale (Covert One: The Hades Factor), regia di Mick Jackson – miniserie TV (2006)
- Close to Home - Giustizia ad ogni costo (Close to Home) – serie TV, episodi 2x06-2x10 (2006)
- Company Town, regia di Thomas Carter – episodio pilota (2006)
- Cold Case - Delitti irrisolti (Cold Case) – serie TV, 8 episodi (2008-2010)
- Undercovers – serie TV, episodi 1x05-1x12 (2010, 2012)
- Hawaii Five-0 – serie TV, 6 episodi (2011-2012)
- The Bridge – serie TV, 26 episodi (2013-2014)
- The Chi – serie TV, episodi 1x02-1x04-1x10 (2018)
- Pronti a tutto (Barkskins) – miniserie TV, 8 puntate (2020)
- Big Sky – serie TV, 11 episodi (2021-2023)